# Graea
Graea is een geslacht van rechtvleugeligen uit de familie Ommexechidae. De wetenschappelijke naam van dit geslacht is voor het eerst geldig gepubliceerd in 1863 door Philippi.

## Soorten
Het geslacht Graea  is monotypisch en omvat slechts de volgende soort:
- Graea horrida (Philippi, 1863)